# As You Were
As You Were é o álbum de estúdio de estreia do cantor e compositor inglês Liam Gallagher. Seu lançamento ocorreu em 6 de outubro de 2017, através da Warner Bros. Records. O álbum alcançou a primeira posição nas paradas do Reino Unido, com vendas acima dos demais colocados nas dez posições do UK Albums Chart, alcançando a certificação de ouro em sua primeira semana. Em seguida, recebeu a classificação de platina no Reino Unido. O álbum angariou o feito do vinil vendido em uma única semana dentro de 20 anos, com 16.000 cópias totais.

## Antecedentes
O álbum foi anunciado em junho de 2017, com o lançamento do single "Wall of Glass". Gallagher revelou que faria sua primeira turnê solo pelos Estados Unidos e pelo Canadá, em suporte de seu primeiro álbum de estúdio. O título do álbum é uma referência a como Gallagher finaliza suas mensagens no Twitter. No álbum, Gallagher trabalhou na produção com Greg Kurstin, Andrew Wyatt e Dan Grech-Marguerat.

## Recepção
| Críticas profissionais | Críticas profissionais |
| Pontuações agregadas   | Pontuações agregadas   |
| Fonte                  | Avaliação              |
| ---------------------- | ---------------------- |
| Metacritic             | 71/100                 |
| Avaliações da crítica  |                        |
| Fonte                  | Avaliação              |
| AllMusic               | [ 7 ]                  |
| The A.V. Club          | B+                     |
| The Daily Telegraph    | [ 9 ]                  |
| Mojo                   | [ 10 ]                 |
| NME                    | [ 11 ]                 |
| Pitchfork              | 4.9/10                 |
| Q                      | [ 13 ]                 |
| Rolling Stone          | [ 14 ]                 |
| Uncut                  | 7/10                   |
| The Guardian           | [ 16 ]                 |

### Crítica profissional
O álbum recebeu críticas positivas no Metacritic, cuja classificação foi 71 de 100 pontos, baseada em 24 avaliações. Stephen Tomas Erlewine, do AllMusic, disse que "As You Were não soa retrô mesmo que seja, em essência, um retorno ao retorno − uma rearticulação da obsessão de Liam com os anos 60. A produção faz um favor a Gallagher, assim como Kurstin na co-composição ajudou o cantor a soar mais intenso em suas melodias. Do ataque violento de "Wall of Glass" ao redemoinho de "China Town", este é o seu melhor disco em quase uma década e eles somam a um álbum que ilustra exatamente o talento artístico de Liam. Agora, na meia-idade, é um cantor mais matizado do quera no Oasis, mas mantém seu carisma e, ao contrário do seu irmão, favorece cor e fogo às suas músicas." Halina Watts, do jornal Daily Mirror, foi positiva em relação ao álbum de Liam, dizendo que "o álbum As You Where demonstra o roqueiro legendário no seu melhor álbum e valeu a pena esperar." A jornalista classificou "Chinatown" como um "poema animador e atraente" e "For What It's Worth" e "Paper Crown" como "baladas fantásticas". Watt completou a avaliação pedindo um segundo álbum de Liam.

### Comercial
As You Were vendeu 103.000 cópias em sua primeira semana de lançamento no Reino Unido. Tornou-se o nono álbum de estreia com debut lucrativo no país. Em 2018, o álbum recebeu a certificação de platina, devido às 300.000 cópias vendidas no Reino Unido. Nos Estados Unidos, entrou para a 30ª posição da Billboard 200, vendendo 15.000 cópias equivalentes, incluindo 14.000 cópias tradicionais.

## Lista de faixas
| N.º            | Título                | Compositor(es)                                                           | Produtor(es)    | Duração |  |
| 1.             | "Wall of Glass"       | Liam Gallagher Greg Kurstin Andrew Wyatt Michael Tighe Andrew Sidney Fox | Kurstin         | 3:43    |  |
| 2.             | "Bold"                | Gallagher                                                                | [a]             | 3:59    |  |
| 3.             | "Greedy Soul"         | Gallagher                                                                | Grech-Marguerat | 3:34    |  |
| 4.             | "Paper Crown"         | Wyatt Tighe                                                              | Kurstin         | 3:28    |  |
| 5.             | "For What It's Worth" | Gallagher Simon Jons                                                     | Grech-Marguerat | 4:11    |  |
| 6.             | "When I"m in Need"    | Gallagher Archer                                                         | [a]             | 4:18    |  |
| 7.             | "You Better Run"      | Gallagher                                                                | Grech-Marguerat | 3:24    |  |
| 8.             | "I Get By"            | Gallagher                                                                | Grech-Marguerat | 3:09    |  |
| 9.             | "Chinatown"           | Wyatt Tighe                                                              | Wyatt           | 3:20    |  |
| 10.            | "Come Back to Me"     | Gallagher Kurstin Wayatt                                                 | Kurstin         | 3:21    |  |
| 11.            | "Universal Gleam"     | Gallagher                                                                | Grech-Marguerat | 4:07    |  |
| 12.            | "I've All I Need"     | Gallagher                                                                | Grech-Marguerat | 4:09    |  |
| Duração total: | Duração total:        | Duração total:                                                           | Duração total:  | 44:43   |  |

| Versão deluxe  |                               |                         |                 |         |  |
| N.º            | Título                        | Compositor(es)          | Produtor(es)    | Duração |  |
| 13.            | "Doesn't Have to Be That Way" | Gallagher Kurstin Wyatt | Kurstin         | 3:58    |  |
| 14.            | "All My People / All Manking" | Gallagher               | Grech-Marguerat | 3:55    |  |
| 15.            | "I Never Wanna Be Like You"   | Gallagher               | [b]             | 3:51    |  |
| Duração total: | Duração total:                | Duração total:          | Duração total:  | 56:57   |  |

| Versão japonesa |                                                |         |  |
| N.º             | Título                                         | Duração |  |
| 16.             | "For What It's Worth" (ao vivo no Air Studios) | 4:13    |  |
| 17.             | "Greedy Soul" (ao vivo no Air Studios)         | 3:33    |  |
| 18.             | "Paper Crown" (ao vivo no Air Studios)         | 3:58    |  |
| Duração total:  | Duração total:                                 | 1:07:48 |  |

Notas
- ↑a  denota a produção original da canção.
- ↑b  denota a produção demo.

## Posições

### Semanais
| Tabela musical (2018)                 | Melhor posição |
| ------------------------------------- | -------------- |
| Austrália (ARIA)                      | 9              |
| Áustria (Ö3 Austria Top 40)           | 12             |
| Bélgica (Ultratop de Flandres)        | 13             |
| Bélgica (Ultratop de Valônia)         | 21             |
| Canadá (Canadian Albums Chart)        | 28             |
| Países Baixos (MegaCharts)            | 15             |
| Finlândia (Suomen virallinen lista)   | 22             |
| França (SNEP)                         | 24             |
| Alemanha (Offizielle Top 100)         | 14             |
| Hungria (MAHASZ)                      | 16             |
| Irlanda (IRMA)                        | 1              |
| Itália (FIMI)                         | 4              |
| Japão (Oricon)                        | 10             |
| Nova Zelândia (RMNZ)                  | 13             |
| Escócia (OCC)                         | 1              |
| Coreia do Sul (Gaon)                  | 1              |
| Espanha (PROMUSICAE)                  | 4              |
| Suécia (Sverigetopplistan)            | 23             |
| Suíça (Schweizer Hitparade)           | 4              |
| Reino Unido (Official Charts Company) | 1              |
| Estados Unidos (Billboard 200)        | 30             |
| Estados Unidos (Top Rock Albums)      | 5              |

| Tabela musical (2018)                 | Melhor posição |
| ------------------------------------- | -------------- |
| Reino Unido (Official Charts Company) | 9              |

## Certificações
| País (Empresa)    | Certificação | Vendas  |
| ----------------- | ------------ | ------- |
| Reino Unido (BPI) | Platina      | 300.000 |